# 976.
◄ | 9. stoljeće | 10. stoljeće | 11. stoljeće | ►
◄ | 940-ih | 950-ih | 960-ih | 970-ih | 980-ih | 990-ih | 1000-ih | ►
◄◄ | ◄ | 973. | 974. | 975. | 976. | 977. | 978. | 979. | ► | ►►
Astronomija • Knjige • Književnost • Kršćanstvo • Pravo • Promet

## Događaji
- Pietro I. Orseolo je izabran za mletačkog dužda.

## Smrti
- 8. listopada – Jelena Slavna, hrvatska kraljica, žena kralja Mihajla Krešimira II. (* ? )

## Vanjske poveznice
|  | Zajednički poslužitelj ima još gradiva o temi 976. |